# Hilfe, wir sind offline!
Hilfe, wir sind offline! ist ein deutscher Fernsehfilm, der am 27. Oktober 2016 im ZDF zum ersten Mal ausgestrahlt wurde.

## Handlung
Bei einer Berliner Familie hängt der Vater am Smartphone, die Tochter chattet und der Sohn ist handyspielsüchtig. Die Mutter beschließt, alle Mobiltelefone und Notebooks einzusammeln und vier Wochen Digital-Diät einzuhalten. Der Röhrenfernseher wird wieder eingeschaltet und es wird per Festnetz angerufen. Den Familienmitgliedern fällt dies sehr schwer: der Vater Klaus bekommt Probleme bei seiner Arbeit als Systemadministrator, die Freunde der Jugendlichen wenden sich ab. Positiv ist das Näherkommen der einzelnen Personen. Die Nachbarn der Siedlung erfahren von dem Experiment und machen mit. Sogar das Fernsehen und die Presse berichten über diese „Skurrilität“.
Die Mutter beschließt nach einiger Zeit, die Gerätschaften wieder zurückzugeben. Es gab einige Neuerungen in jener Zeit: Die Tochter Marie hat ihrer Flamme einen Brief geschrieben und Vater Klaus ist ab Feierabend nicht mehr für die Arbeit erreichbar. Die Mutter fragt sich: „Wie haben wir das früher nur geschafft?“.

## Kritik
„Diese Kampfansage an die Online-Sucht hätte mehr Biss verdient, überzeugt aber als recht nette Familienkomödie.“